# Eraldo Pizzo
Eraldo Pizzo (né le 21 avril 1938 à Gênes) est un joueur de water-polo et un dirigeant sportif italien, actuellement vice-président de la Pro Recco.

## Biographie
Connu avec le surnom de « il caimano » (le caïman) pour sa grande facilité à dominer l'eau, il est considéré comme le meilleur joueur de water-polo italien de tous les temps,. En plus de la médaille d'or olympique obtenue en 1960, son palmarès ne compte pas moins de 16 championnats d'Italie, 15 étant remportés avec la Pro Recco et le premier titre du Bogliasco.
Il figure depuis 1990 sur la liste des membres de l'International Swimming Hall of Fame.

## Hommage
Le 7 mai 2015, en présence du président du Comité national olympique italien (CONI), Giovanni Malagò, a été inauguré  le Walk of Fame du sport italien dans le parc olympique du Foro Italico de Rome, le long de Viale delle Olimpiadi. 100 tuiles rapportent chronologiquement les noms des athlètes les plus représentatifs de l'histoire du sport italien. Sur chaque tuile figure le nom du sportif, le sport dans lequel il s'est distingué et le symbole du CONI. L'une de ces tuiles lui est dédiée .